# Ilex canariensis
Ilex canariensis is een groenblijvende struik uit de hulstfamilie (Aquifoliaceae). De soort is endemisch in Macaronesië, waar deze voorkomt op de Canarische Eilanden en Madeira.
Ilex canariensis verschilt van de hulst (Ilex aquifolium) door zijn meestal ongestekelde bladeren. Het is een belangrijke component van het inheemse laurierbos of laurisilva.

## Naamgeving enetymologie
- Engels: Small-leaved Holly
- Spaans: Acebiño
- Portugees: Azevinho

De botanische naam Ilex is soortaanduiding van de steeneik (Quercus ilex), die gelijkvormige bladeren heeft. De soortaanduiding canariensis slaat op de vindplaats, de Canarische Eilanden.

## Kenmerken
I. canariensis is een groenblijvende struik of kleine boom, tot 6,5 m hoog, zelden 10 m. De stam is sterk vertakt en heeft een grijze schors. De bladeren zijn ovaal, tot 7 cm lang en 4 cm breed, aan de bovenzijde glanzend donkergroen, leerachtig, gaafrandig of met een enkele scherpe tand en een afgeronde top. De jonge bladeren zijn meestal wel voorzien van stekelvormige tanden.

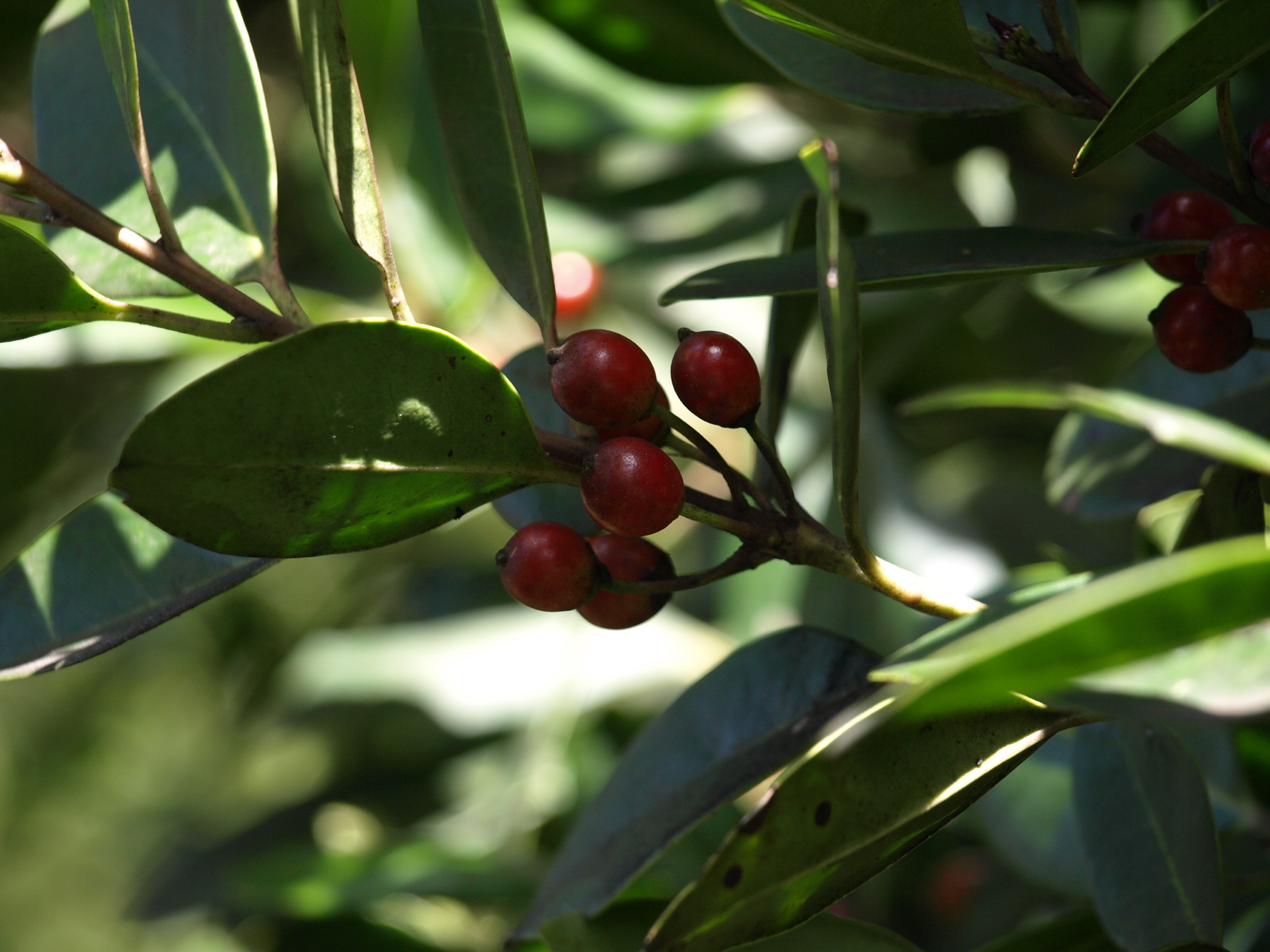
Vruchten

De plant is tweehuizig, de vrouwelijke en mannelijke bloemen vormen zich op verschillende planten. De bloemen van beide geslachten zijn klein en zitten met enkele bij elkaar in de oksels van de bladeren.
De vruchten zijn vlezige, tot 8 mm grote bolvormige bessen, die aanvankelijk groen en bij rijpheid fel rood worden.
De plant bloeit van mei tot juni.

## Habitat en verspreiding
I. canariensis is endemisch in Macaronesië, waar deze voorkomt op de westelijke Canarische Eilanden (La Palma, La Gomera, El Hierro, Tenerife en Gran Canaria) en Madeira.
De boom komt voor op humusrijke bodems in subtropische bossen met een hoge relatieve luchtvochtigheid. Hij is kenmerkend voor en abundant in het Canarische en Madeira-laurierbos (laurisilva) en komt daar voor in het gezelschap van Laurus novocanariensis, Laurus azorica, Persea indica, Ocotea foetens en Apollonias barbujana.

## Toepassingen
Het hout wordt, omwille van zijn lichtgele kleur, van oudsher gebruikt voor inlegwerk.
De takken met de rode bessen worden, net als die van de gewone hulst, gebruikt in kerstversiering.
... · 
I. aquifolium (Hulst) · 
I. canariensis · 
I. crenata (Japanse hulst) · 
I. paraguariensis (Matéplant) · 
I. perado · 
...